# Xx (álbum)
xx é o álbum de estreia da banda inglesa de indie pop The xx. Foi lançado em 14 de agosto de 2009 pela Young Turks, então uma gravadora da XL Recordings, e gravado de dezembro de 2008 a fevereiro de 2009 no estúdio interno da gravadora em Londres. Produzindo o álbum, Jamie Smith, do The xx, criou batidas eletrônicas para as músicas em seu laptop e as mixou em um processo detalhado com o engenheiro de áudio Rodaidh McDonald, que tentou reproduzir a qualidade intimista e sem adornos das demos originais da banda.
Juntamente com as influências iniciais de R&B do xx, o álbum atraiu comparações de jornalistas com sons de rock alternativo, música eletrônica e pós-punk. Suas canções, em grande parte melancólicas, apresentam arranjos minimalistas construídos em torno das batidas de Smith e partes instrumentais gravadas pelos outros membros da banda, incluindo as linhas de baixo de Oliver Sim e as esparsas figuras de guitarra de Baria Qureshi e Romy Madley Croft, que emprega reverb em sua guitarra solo. A maioria das músicas é cantada em duetos discretos por Croft e Sim, ambos autores de letras emocionais sobre amor, intimidade, perda e desejo.
Lançado com grande aclamação, xx foi nomeado um dos melhores discos de 2009 e recebeu elogios pelo estilo atmosférico de indie rock e pop da banda, bem como pela dimensão interpessoal das performances. Comercialmente, teve um desempenho estável durante os primeiros anos de lançamento, tornando-se um sucesso inesperado no Reino Unido e nos Estados Unidos, e eventualmente vendendo um milhão de cópias. Embora a banda tenha sido amplamente ignorada pela grande mídia no início, e nenhum de seus singles tenha se tornado um sucesso, xx recebeu maior exposição com o licenciamento de suas músicas para programas de televisão e com a conquista do Mercury Prize pelo álbum em 2010.
Este álbum é o único lançado como um quarteto. Logo após o lançamento do álbum, e com divergências entre Qureshi e o restante do grupo levando à sua demissão, o xx continuou a tocar como um trio em uma longa turnê que ajudou a aumentar sua base de fãs, reputação na imprensa e confiança como artistas. O xx provou ser altamente influente nos anos seguintes, com seus elementos estilísticos distintos sendo incorporados por muitas bandas indie e artistas pop de sucesso. Um dos discos mais aclamados de sua época, foi considerado um dos maiores álbuns do século XXI pela NME, Rolling Stone e The Guardian.

## Antecedentes

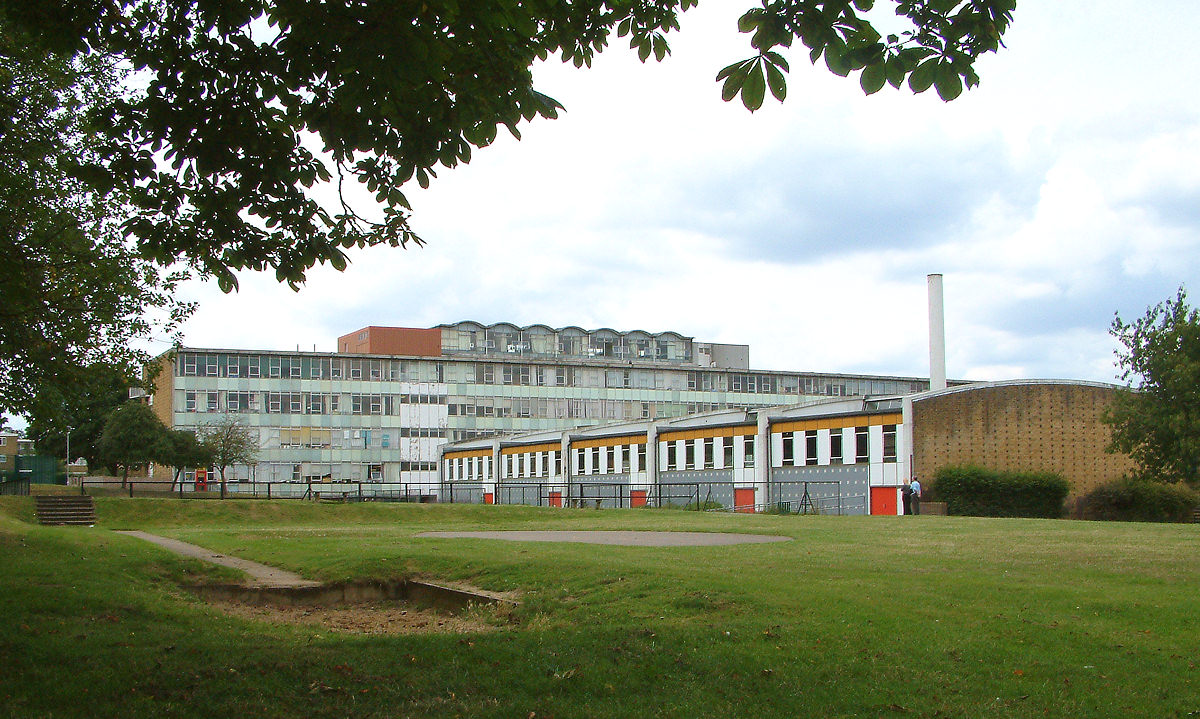
A Elliott School em Londres, onde o The xx estudou e se formou

Enquanto estudantes na Elliott School, no sul de Londres, em 2005, os amigos de infância Romy Madley Croft e Oliver Sim formaram o The xx com Jamie Smith e Baria Qureshi. Croft e Sim tocavam guitarra e baixo, respectivamente, e faziam duetos como vocalistas da banda, enquanto Smith programava batidas eletrônicas para suas músicas e Qureshi também atuava como tecladista e guitarrista adicional. Durante as madrugadas, Croft e Sim compartilhavam letras entre si por mensagens instantâneas ou ensaiavam baixinho com Smith e Qureshi em seus quartos para que não perturbassem o resto da casa. O xx foi muito influenciado por produtores americanos de R&B como The Neptunes e Timbaland, cujas produções minimalistas incorporavam harmonias vocais, percussão de palmas, samples não convencionais e batidas pronunciadas. A banda fez covers de "Hot Like Fire" (1997) de Aaliyah, "Teardrops" (1988) de Womack & Womack e outros sucessos anteriores de R&B quando se apresentaram ao vivo e gravaram suas demos.
Após publicar as demos em sua página do Myspace, o xx despertou o interesse da Young Turks, uma gravadora da XL Recordings. Eles enviaram as demos para a sede da XL em Ladbroke Grove e, posteriormente, assinaram um contrato de gravação. O grupo trabalhou com produtores como Diplo e Kwes, sem sucesso, até serem apresentados ao engenheiro de áudio Rodaidh McDonald pelo empresário do xx, Caius Pawson, que lhe deu três CDs de demos intitulados "Early Demos", "Recorded in Rehearsal Space" e "What Producers Did Wrong". McDonald ficou impressionado com a qualidade intimista e o uso do silêncio nas demos, o que tanto ele quanto a banda sentiram que pode ter desafiado outros produtores que queriam incorporar seus gostos individuais: "Eles já haviam trabalhado com cerca de quatro outros produtores antes disso que tinham - e sem descrédito para eles - eu acho que eles tinham visto muito espaço para adicionar uma espécie de marca. Havia muito espaço vazio na música do xx, mesmo naquela época, nas 'Early Demos'. Mas nós simplesmente descobrimos que as melhores coisas eram as mais esparsas."

## Gravação e produção

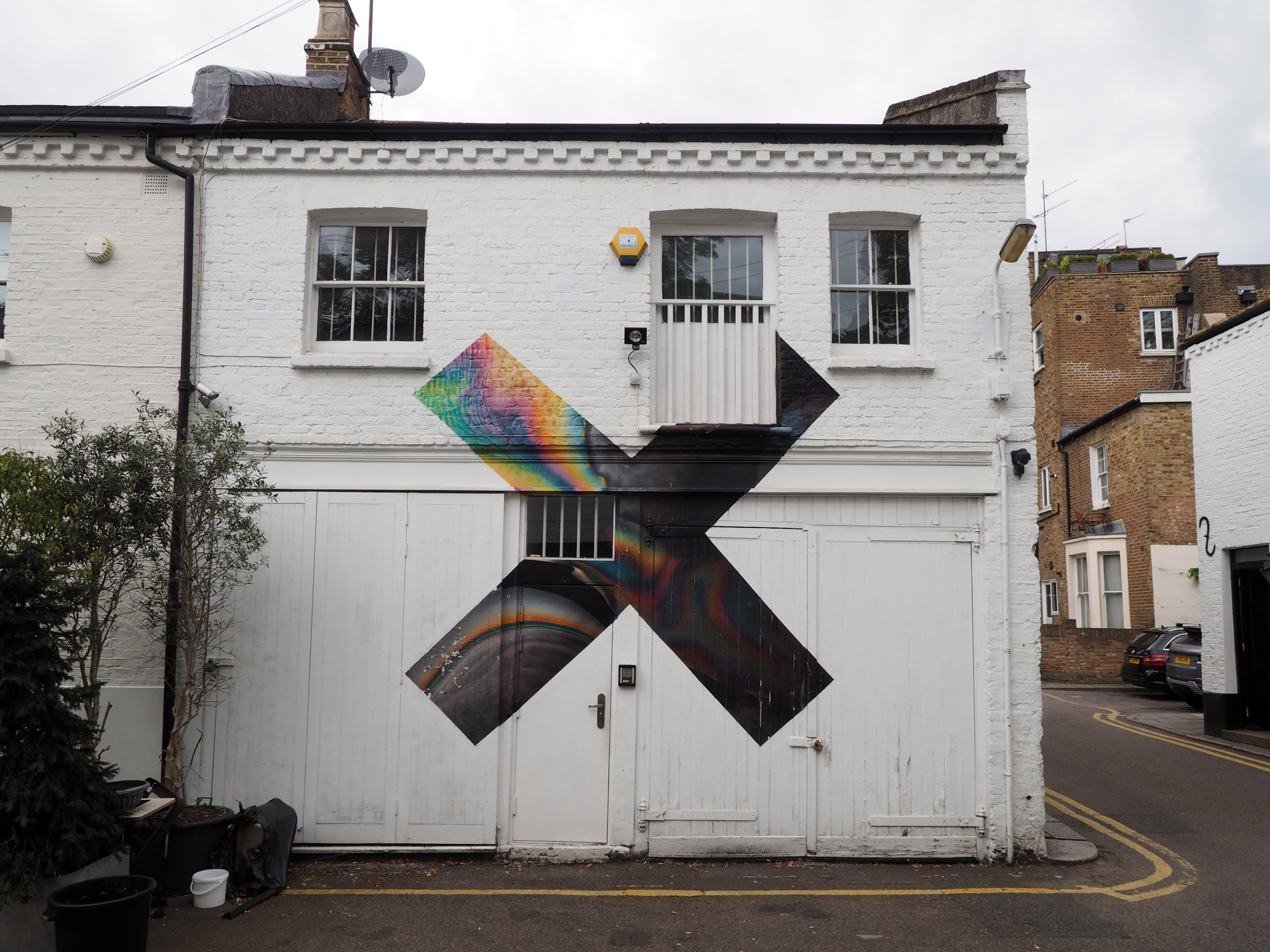
A sede da XL Recordings em Ladbroke Grove, Londres

A pedido do proprietário da XL, Richard Russell, o xx gravou seu álbum de estreia no pequeno estúdio de gravação interno da gravadora – o XL Studio – tornando-se o primeiro ato a gravar lá. Antigamente, era a garagem dos fundos do prédio da sede antes de Russell transformá-la no início de 2008 em um espaço improvisado para composição, ensaio e demonstração para os artistas da XL. McDonald foi designado em setembro para gerenciar e equipar adequadamente a sala, o que ele gostou porque era à prova de som e "isolada do resto do escritório, então não era como se você estivesse trabalhando na presença da gravadora". Croft, por outro lado, chamou-o de um "espaço bastante confinado" do tamanho de um banheiro. Nos meses seguintes, McDonald e Pawson prepararam um orçamento para a gravadora financiar a configuração preliminar do estúdio, que teria equipamento de gravação especificamente adequado para o xx, incluindo uma mesa de som de tamanho modesto, ideal para gravar um pequeno grupo.
O xx começou a gravar o álbum em dezembro de 2008 com McDonald, que foi o engenheiro de som das sessões. Eles geralmente gravavam à noite, depois que a equipe do XL ia embora, o que, segundo Croft, fazia com que parecesse "isolado e bastante assustador". Para reproduzir o som que ouvira nas demos da banda, McDonald pediu que anotassem as configurações de seus instrumentos e testassem diferentes áreas do estúdio para determinar onde ele deveria gravar cada membro. Sim, que tocava um Precision Bass fabricado na década de 1970, costumava ser gravado no corredor do lado de fora do estúdio com um Fender Bassman um dos vários amplificadores que McDonald experimentou para o xx. Algumas das guitarras de Qureshi e Croft também foram feitas no corredor. Qureshi tocou uma Gibson SG com um amplificador Fender Hot Rod Deluxe ou Blues Deluxe, enquanto Croft tocou uma Epiphone Les Paul na maior parte do álbum e uma Gibson ES-335 em algumas músicas. Para suas partes de guitarra principal, Croft usou um pedal de delay e um amplificador Roland Micro Cube com configuração de reverberação, que McDonald sentiu que replicaria melhor seu som "gelado" e cheio de eco nas demos.

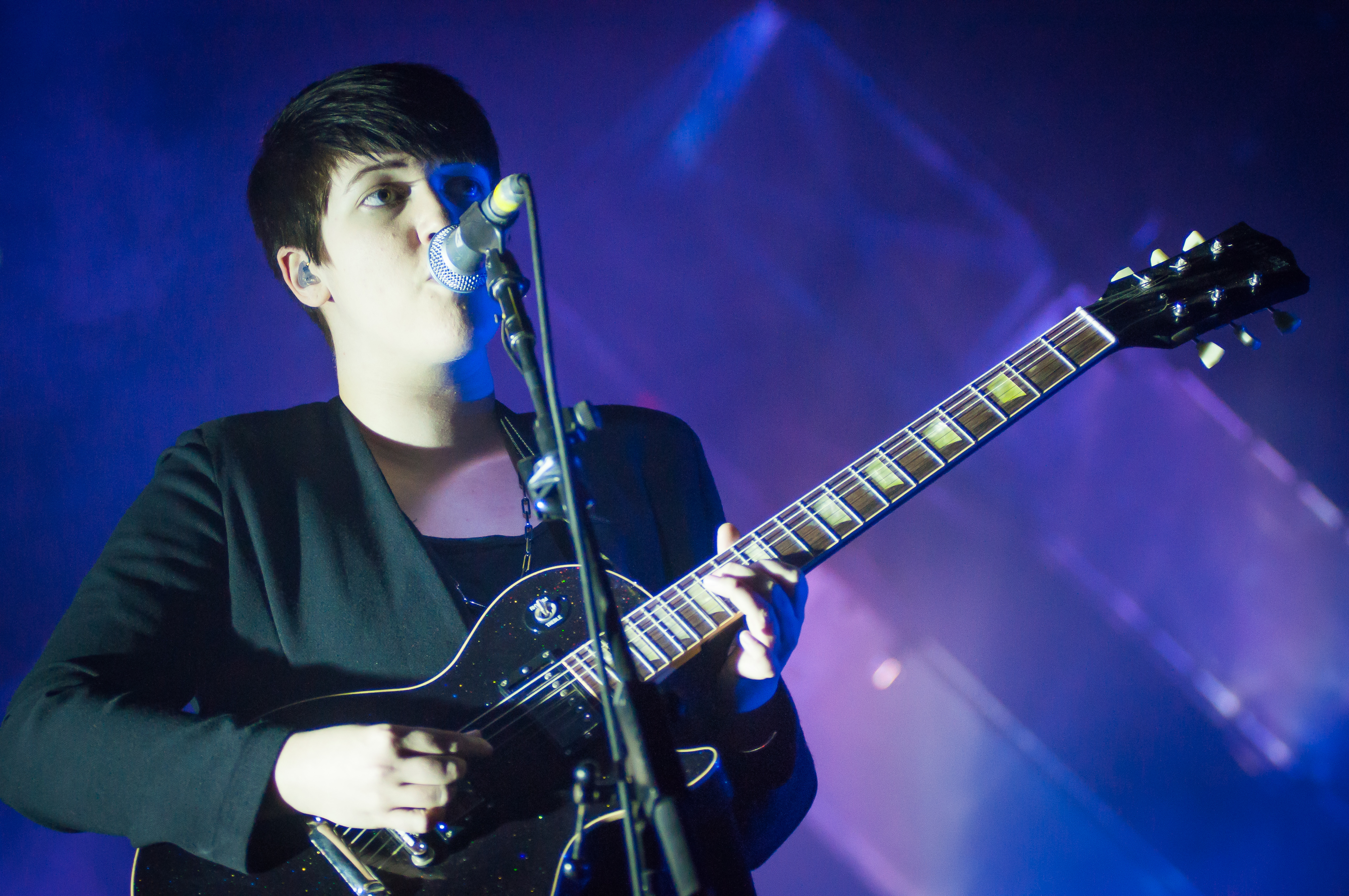
Romy Madley Croft em 2012 com uma Epiphone Les Paul, sua guitarra para xx

Depois que todos os elementos instrumentais foram gravados, Croft e Sim gravaram seus vocais juntos, raramente cantando juntos em qualquer uma das músicas. McDonald acreditava que era importante que os cantores estivessem "em sincronia" e compartilhassem o mesmo estado mental ou humor ao executar as tomadas completas das músicas, algumas das quais, segundo ele, se beneficiavam quando ambos estavam "bastante cansados e emocionados". Ele fez Croft e Sim cantarem em microfones Neumann na maioria das músicas para fazer seus vocais soarem o mais "íntimos" e coloquiais possível. Os microfones estavam entre os itens mais caros que ele pegou emprestado para a configuração preliminar do estúdio, para que a XL não ficasse sobrecarregada com um orçamento caro.
Apesar do envolvimento próximo de McDonald, o xx foi encorajado a autoproduzir seu álbum por Russell; ele acreditava que permaneceria fiel tanto ao som ao vivo distinto da banda quanto à ética DIY praticada no XL desde seus primórdios como uma gravadora rave. Smith foi escolhido pelo resto do grupo para produzir xx. Ele usou o software de gravação Logic 8 em seu Mac Pro e frequentemente trabalhava até tarde da noite em uma sala de conferências próxima enquanto eles gravavam no estúdio com rascunhos de suas batidas. Smith produziu faixas de ritmo com um sampler Akai MPC, que ele ocasionalmente processava por meio de um Roland RE-201 e outras unidades de efeitos. Ele também criou faixas de clique para o resto da banda manter o tempo enquanto gravavam suas partes individuais. Depois que essas partes foram gravadas, ele refinou e incorporou suas batidas nas músicas por três a quatro semanas. Croft confiou que Smith, que não queria esconder nenhuma imperfeição superproduzindo xx, tornaria prático para eles tocarem ao vivo em vez de sobrepor as músicas com vários elementos de guitarra ou vocais.

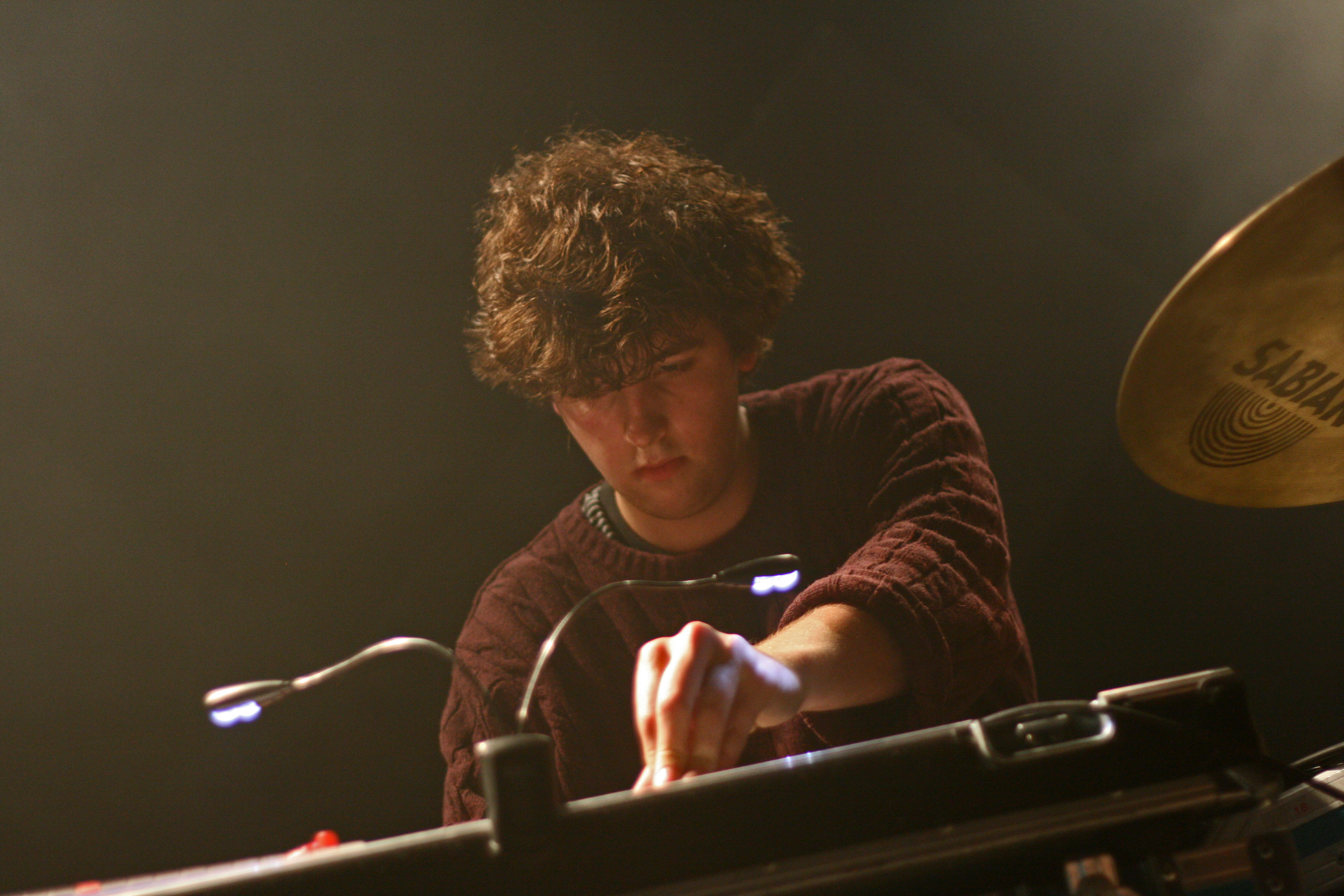
O álbum foi mixado e produzido por Jamie Smith (2010)

A maior parte de xx foi gravada do final de dezembro de 2008 ao final de janeiro de 2009, antes de McDonald e Smith iniciarem um exaustivo processo de mixagem, que durou duas semanas. Para cada música, eles mixaram uma ou duas faixas de cada instrumento e usaram componentes Waves Audio para equalizar as gravações. Tendo gostado de como as demos capturavam ruídos de fundo não intencionais, como sons da rua, McDonald deliberadamente deixou certos sons que de outra forma seriam indesejados na mixagem final. "Eu queria que soasse como pessoas em uma sala, em vez dessa coisa polida, perfeita e cristalina", explicou ele. "Foram todos os pequenos detalhes que realmente gostamos."
Em fevereiro de 2009, o grupo escreveu e gravou "Fantasy", "Shelter" e "Infinity" antes de finalizar xx, possivelmente no final do mês, de acordo com McDonald; as notas do encarte do álbum creditaram a data final da gravação como abril. Sim cantou seus vocais para "Infinity" no lado do estúdio oposto ao de Croft depois que seu microfone foi movido involuntariamente para lá, o que resultou em uma troca vocal distante na música. Durante a gravação de "Shelter", uma parte mecânica do amplificador da guitarra se soltou e fez com que ele fizesse um som de barulho, que McDonald e o xx escolheram manter. "Era como se faltasse uma peça de percussão que a faixa precisava!", lembrou McDonald.

## Música
As músicas do xx são compostas em torno de uma estrutura de linhas de baixo e batidas, enquanto incorporam riffs de guitarra simples para melodia, ritmo e textura; suas notas melódicas são separadas por pausas. Croft disse que o estilo de instrumentação da banda foi definido pelo equipamento limitado que eles usaram originalmente: "Meu som de guitarra veio basicamente da descoberta de que havia reverberação no meu pequeno amplificador de prática e realmente amei o clima que ele criou." A música mais alta, "Intro", é uma gravação amplamente instrumental com batidas duplas, teclado distorcido, vocábulos não lexicais e um riff de guitarra. Músicas como "Crystalised" e "VCR" começam com um ostinato melódico e alguns sons discretos, incluindo um xilofone no último, antes de levar a versos cantados calmamente. Croft e Sim trocam versos em "Crystalised" enquanto são apoiados pelo som de estalos de baquetas e linhas de baixo antes que a batida seja ouvida. Em "Night Time", com arranjo austero, Croft canta seus primeiros dois minutos apenas com guitarra e baixo antes que sua batida se desenvolva. "Fantasy" é destacada por um som de guitarra shoegaze.
Enquanto McDonald observa um elemento predominante de R&B, Russell sente que a música do xx evoca os primeiros discos de hip hop que ele ouvia quando era jovem, já que muitas vezes se limitam a vocais, samples e batidas. Jornalistas musicais, no entanto, inferem do xx que suas influências são bandas de rock alternativo como Portishead, Young Marble Giants e Cocteau Twins, a última das quais Croft disse nunca ter ouvido antes do lançamento do álbum. The Scotsman descreve o xx como um disco indie pop minimalista e melancólico que se baseia em elementos da música eletrônica e do R&B, bem como do The Cure e de outros grupos alternativos. De acordo com Sarah Boden do The Observer, as canções de amor dream pop sem adornos do álbum lembram Cocteau Twins e Mazzy Star, porque apresentam andamentos baixos, melodias melancólicas e ritmos influenciados pelo R&B e pelo dubstep. Seus arranjos têm o que Neil McCormick chama de "um aspecto muito britânico e industrial", algo semelhante ao som pós-punk com influências dub do produtor inglês Martin Hannett e seu trabalho com a banda Joy Division. Tanto Croft quanto Sim disseram que sua combinação de influências aparentemente díspares pode ser atribuída à variedade na coleção musical de cada membro da banda.

### Letra das músicas

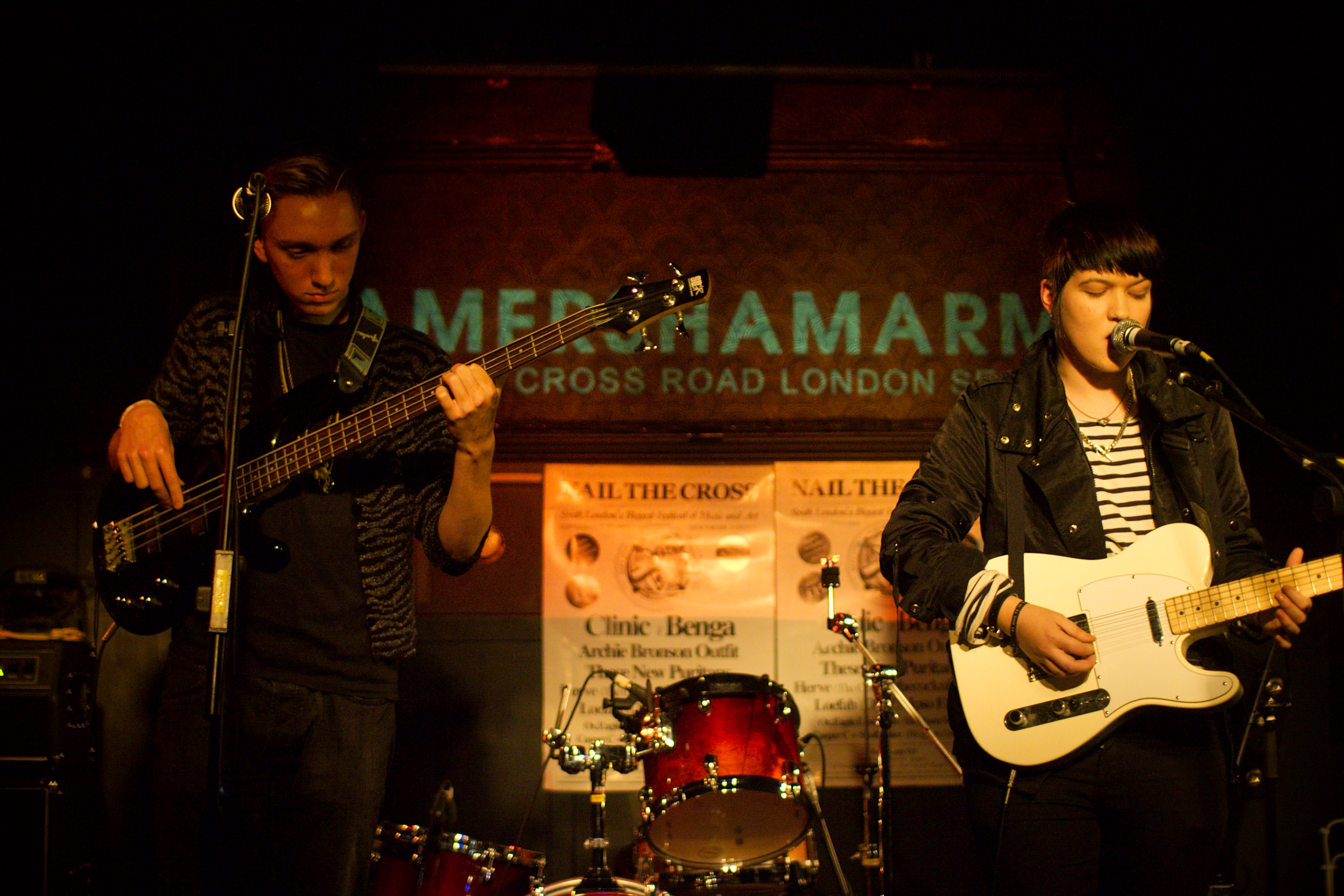
Oliver Sim (esquerda) e Croft (direita), os letristas da banda, em 2008

Em xx, Croft e Sim abordam temas de amor, desejo e perda em suas composições, que Croft disse que "sempre foram baseadas em emoções, desde o início. Minhas músicas favoritas geralmente são bem tristes e acho que desgosto é algo com o qual muitas pessoas podem se conectar." Assim como Croft, Sim disse que escreveu muitas de suas letras à noite, quando suas emoções estavam "um pouco mais intensas". Por causa de suas personalidades reservadas, Robert Christgau acredita que eles contam com um estilo discreto e vulnerável e trocam "ideias sobre intimidade como contemporâneos, camaradas, prospectos, amantes, ex-amantes e amigos". De acordo com Emily Mackay, da revista NME, todas as músicas lidam com as emoções consumidoras associadas ao primeiro amor, incluindo a intimidade tácita em "VCR", o anseio expresso em "Heart Skipped a Beat" e o afeto prematuro alertado em "Crystalised". Petra Davis do The Quietus argumenta que o cerne temático de xx está na sucessão de canções de "Islands" a "Shelter", cada uma das quais vê "uma mudança radical na perspectiva de uma história de amor semelhante - talvez única".
O título do álbum em algarismos romanos refere-se ao fato de cada um dos membros da banda ter completado 20 anos quando xx foi lançado. Devido à idade, muitos críticos interpretam as músicas como representações noturnas da luxúria adolescente. Philip Sherburne escreve na Spin que xx transborda de uma "luxúria jovem" frequentemente encontrada no rock, e gravações como "Fantasy" e "Shelter" expressam um anseio cansado, particularmente na letra da última música: "Can I make it better with the lights turned on?". Croft negou veementemente: "Estávamos escrevendo essas músicas quando tínhamos 17 anos. Posso dizer honestamente que nunca pensei que isso fosse sobre minha vida sexual." Croft e Sim, ambos gays, não pretendiam que as músicas fossem ouvidas como duetos românticos; ela disse que eles estão cantando "um para o outro" em vez de um para o outro. Tendo combinado suas letras escritas individualmente, eles não conseguiam explicar definitivamente sobre o que eram suas canções, embora Croft dissesse que as letras de Sim ressoavam com ela mesmo assim e gostava da interpretação pessoal que ofereciam. "Você pode colocá-las em sua própria vida", ela explicou, "tipo, 'Oh, esta é minha música.'" As situações românticas sobre as quais Sim escreveu foram inspiradas por outras pessoas. "Eu realmente não tinha nenhum relacionamento para resolver, mas tinha um grande interesse pela vida e por observar os relacionamentos de outras pessoas ao meu redor", disse ele.

## Marketing

Os principais meios de comunicação do Reino Unido ignoraram o xx no início, incluindo a BBC Radio 1 (logotipo na foto).

"Crystalised" foi lançado como single de estreia do xx em 27 de abril de 2009 e ajudou a aumentar o interesse pela banda entre ouvintes e jornalistas. Fez parte de uma série de singles do xx, que incluiu "Basic Space" em 3 de agosto, "Islands" em 26 de outubro e "VCR" em 25 de janeiro de 2010. A música da banda foi amplamente ignorada pela BBC Radio 1 no Reino Unido, e outros grandes meios de comunicação também acreditavam que não mereciam muita atenção; um editor da NME disse na época que a banda não era ideal para a capa de sua revista. Nos Estados Unidos, o grupo se beneficiou do marketing passa-a-palavra de blogs, começando quando eles fizeram seis shows consecutivos com ingressos esgotados em clubes da cidade de Nova Iorque, como Pianos e Mercury Lounge, meses antes do lançamento do álbum.
Várias das músicas de xx foram licenciadas pela XL para programas de televisão no Reino Unido e na América do Norte. "Intro" se tornou amplamente usada como música-tema na televisão, incluindo destaques esportivos, episódios de séries como Law & Order e Cold Case, um anúncio para a cobertura da AT&T e da BBC das eleições gerais britânicas de 2010. Junto com sua colocação na televisão, as músicas do disco foram usadas por redes de lojas norte-americanas como Starbucks e Urban Outfitters como música de fundo em suas unidades. De acordo com McCormick, em 2010, essas estratégias de marketing ajudaram o xx a desenvolver presença na mídia suficiente para obter "mais de meio milhão de vendas ao redor do mundo sem nunca ter nada tão vulgar quanto um hit". Kris Chen, vice-presidente sênior de A&R da XL, acreditava que a exposição era desejada e necessária para promover um álbum que não fosse "impulsionado pelo rádio pop". Embora a banda tenha percebido que sua música precisava ser comercializada de alguma forma, Croft expressou reservas sobre "colocar nossa música em tudo, apenas para colocá-la em qualquer coisa, apenas por uma questão de dinheiro".

## Recepção crítica
| Críticas profissionais     | Críticas profissionais |
| Pontuações agregadas       | Pontuações agregadas   |
| Fonte                      | Avaliação              |
| -------------------------- | ---------------------- |
| AnyDecentMusic?            | 8.1/10                 |
| Metacritic                 | 87/100                 |
| Avaliações da crítica      |                        |
| Fonte                      | Avaliação              |
| Allmusic                   | [ 35 ]                 |
| The A.V. Club              | A                      |
| The Daily Telegraph        | [ 36 ]                 |
| The Guardian               | [ 37 ]                 |
| The Irish Times            | [ 38 ]                 |
| MSN Music (Consumer Guide) | A                      |
| NME                        | 8/10                   |
| Pitchfork                  | 8.7/10                 |
| Rolling Stone              | [ 41 ]                 |
| The Sunday Times           | [ 42 ]                 |

xx foi lançado pela Young Turks em agosto de 2009 com ampla aclamação da crítica. No Metacritic, que atribui uma classificação normalizada de 100 a avaliações de publicações profissionais, o álbum recebeu uma pontuação média de 87, com base em 25 avaliações. De acordo com Alexis Petridis, foi o álbum mais aclamado do ano.
Os críticos elogiaram particularmente o som do xx no álbum; Simon Price escreveu no The Independent que eles estavam sendo universalmente elogiados por seu "indie rock atmosférico, e com razão". Jack Arnhold do The Daily Telegraph considerou xx como "um dos álbuns de estreia mais bonitos e originais deste ano". Analisando para o The New Yorker, Sasha Frere-Jones comentou que o álbum recompensa audições repetidas por causa da execução disciplinada da banda, enquanto Mark Edwards do The Sunday Times disse que ele tem sucesso com canções pop simples, mas "quase perfeitas". Heather Phares do AllMusic chamou a instrumentação de impecável e ficou impressionada com o quão equilibrado e refinado um grupo tão jovem soa. No The Irish Times, Jim Carroll disse que a química excepcional por trás dos duetos melancólicos de Croft e Sim é o destaque "desta sinfonia dream-pop de cair o queixo". Matthew Cole da Slant Magazine acredita que seu relacionamento dá um peso emocional à música, que ele disse soar atemporal e capaz de atrair gostos indie e popular. Christgau, escrevendo no MSN Music, ficou um pouco mais impressionado com a música do que com as letras, embora tenha dito que a força subjacente por trás das canções charmosamente minimalistas dos cantores é uma "dimensão espiritual" oferecida por sua capacidade de "mudar de papel sem nunca parecer hostil, frio ou mesmo sem apoio".
Alguns críticos tinham críticas reservadas. Jon Caramanica do The New York Times sentiu que os cantores são muito distantes e reticentes para revelar qualquer emoção genuína. "Embora eles estejam cantando um para o outro, raramente parece íntimo", ele escreveu, "mais como dois adolescentes tímidos, olhos baixos, conversando desajeitadamente com o chão". Na opinião do crítico do PopMatters Ben Schumer, as estruturas e os tempos consistentes das músicas as fazem soar um tanto monótonas no que de outra forma seria uma peça de humor noturno comovente. Por outro lado, Joshua Errett do Now achou a música e o canto hipnotizantes, mas lamentou as letras, que ele considerou emocionalmente imaturas e "exageradas".
No final de 2009, xx apareceu em várias listas de críticos dos melhores álbuns do ano, incluindo classificações de nono pela Rolling Stone, sexto pela Uncut, terceiro pela Pitchfork, segundo pela NME e quarto pelo crítico do Chicago Tribune Greg Kot. O The Guardian o nomeou o melhor disco do ano em sua pesquisa anual de críticos e Tim Jonze, editor do jornal, o saudou não apenas como "o som de 2009, [mas também] uma declaração musical distinta do tipo que talvez nunca mais ouviremos". Também terminou em sétimo lugar na pesquisa Pazz & Jop do The Village Voice com críticos americanos e em terceiro na Poll of Polls da HMV, uma lista anual compilada pela varejista de música britânica HMV e coletada de indicações de melhor álbum feitas por jornalistas na imprensa musical inglesa e irlandesa. Nas listas de final de década dos maiores discos da década de 2000, o The Sunday Times e seu jornal irmão, The Times, ficaram em septuagésimo sétimo e trigésimo lugar, respectivamente. O disco também foi incluído na edição de 2010 do livro de referência musical de Robert Dimery, 1001 Albums You Must Hear Before You Die.

## Vendas e legado
xx não foi um sucesso imediato nas paradas, mas acabou se tornando um sucesso inesperado. Estreou na posição 36 na UK Albums Chart e vendeu 4.180 cópias na primeira semana após seu lançamento, enquanto nos Estados Unidos não passou da posição 92 na Billboard 200. O álbum vendeu de forma constante nas 44 semanas seguintes até julho de 2010, quando experimentou um forte aumento nas vendas e um salto do número 44 para o 16 na parada britânica após seu anúncio como indicado ao Mercury Prize, um prêmio anual dado ao melhor álbum do Reino Unido e da Irlanda. Até então, havia vendido mais de 150.000 cópias no Reino Unido e 179.000 cópias nos EUA. Antes da lista de indicados ser anunciada, casas de apostas e críticos consideraram o xx como favorito para ganhar o prêmio sobre os artistas mais famosos Corinne Bailey Rae, Paul Weller e Dizzee Rascal. O álbum permaneceu no top 20 da parada do Reino Unido nas semanas que antecederam a cerimônia do Mercury Prize em setembro. Imediatamente após sua vitória naquela semana, ele subiu do número 16 para o 3 em suas maiores vendas semanais - 28.666 cópias - e atingiu um total de 212.835 cópias vendidas. McCormick, um dos críticos que previu sua vitória, explicou que "parecia o disco que mais representava a Grã-Bretanha" com seu estilo encantadoramente íntimo e abordagem única aos gostos pop modernos, ao mesmo tempo em que citava sua vitória como "um raro exemplo do Mercury Prize prestando um serviço aos amantes da música".
Em dezembro de 2010, xx vendeu 325.000 cópias no Reino Unido e foi certificado como platina pela British Phonographic Industry. Nos EUA, o álbum atingiu 350.000 cópias vendidas em junho de 2012, com vendas semanais consistentes durante seus dois primeiros anos de lançamento, o que Melissa Locker, da revista Time, disse ser "um feito e tanto" em uma era de pirataria musical, streaming de mídia e YouTube. Somando-se ao seu sucesso comercial, as músicas do álbum foram regravadas por uma variedade de grandes artistas, incluindo Shakira, Gorillaz e Orchestral Manoeuvres in the Dark.

O álbum de estreia homônimo do The xx continua sendo um dos grandes sucessos inesperados da última década. Ninguém – incluindo, é justo dizer, o próprio The xx – esperava que sua mistura vibrante de R&B da virada do milênio e indie pop do C86 vendesse um milhão de cópias e se tornasse extremamente influente.

— Mark Richardson (Pitchfork, 2017)
Embora xx tenha sido muito aguardado por XL, o sucesso do álbum superou as expectativas da imprensa. McDonald disse que sua direção e som teriam sido totalmente diferentes se as expectativas fossem maiores, enquanto Croft ficou "perplexa" com a aclamação dada ao que ela via como um álbum que eles fizeram "para si mesmos". Sim tinha sentimentos mistos sobre seu sucesso, acreditando que isso poderia afetar suas composições no futuro: "Este álbum foi feito sem expectativas. Ninguém sabia quem éramos. Quando eu estava escrevendo as músicas, não pensei que ninguém além de Romy ou James realmente as ouviria. Agora eu sei que muitas pessoas ouvirão. Posso sentir que preciso ser um pouco mais reservado."
Na cerimônia do Mercury Prize, Sim disse que o tempo desde o lançamento do álbum "parecia uma névoa", mas que o evento serviu como "um momento de clareza". Em seu discurso de aceitação, o xx anunciou que usaria o prêmio de £20.000 para construir seu próprio estúdio, onde posteriormente escreveram e gravaram seu segundo álbum, Coexist. Quando Coexist estreou em setembro de 2012, xx ainda estava na parada britânica na posição 37 e havia vendido 446.734 cópias no Reino Unido. No ano seguinte, foi classificado como número 237 na lista da NME dos 500 melhores álbuns de todos os tempos e nomeado o 74º maior disco de estreia pela Rolling Stone, que considerou sua música radical como "um exercício de contenção, no uso artístico do espaço e do silêncio" durante o período de maximalismo da música popular.
Nos anos seguintes, xx provou ser altamente influente, já que muitas bandas indie e artistas pop tradicionais incorporaram as características musicais distintas do disco em suas próprias canções. Petridis escreveu mais tarde que, para sua surpresa, muitos dos singles mais vendidos de 2016 "soavam estranhamente, mas irrefutavelmente" como o álbum: "Você pode ouvir suas guitarras abafadas e ecoantes em tudo, desde 'Don't Let Me Down' do Chainsmokers a 'Stitches' de Shawn Mendes e 'Lush Life' de Zara Larsson." Ryan Tedder, que escreveu canções de sucesso para cantoras de sucesso como Beyoncé, Taylor Swift e Ariana Grande, disse que a "assombrosa" de xx no disco "é referenciada em pelo menos todas as outras sessões [de composição]".
Em janeiro de 2017, xx havia atingido 562.400 cópias vendidas no Reino Unido e, em setembro de 2019, suas vendas foram relatadas em 612.000. No mesmo mês, ficou em 26º lugar na pesquisa do The Guardian com 45 escritores musicais que classificaram os 100 melhores álbuns do século XXI. Em um ensaio que acompanha a lista, o editor musical do jornal, Ben Beaumont-Thomas, disse que o álbum apresenta "os duetos mais atraentes do período: em vez de cantar um para o outro, era como se duas pessoas estivessem passando pela mesma coisa sem que a outra soubesse - a música ambiente perfeita para a interconexão desconectada de aplicativos de namoro e mídia social."

## Turnês

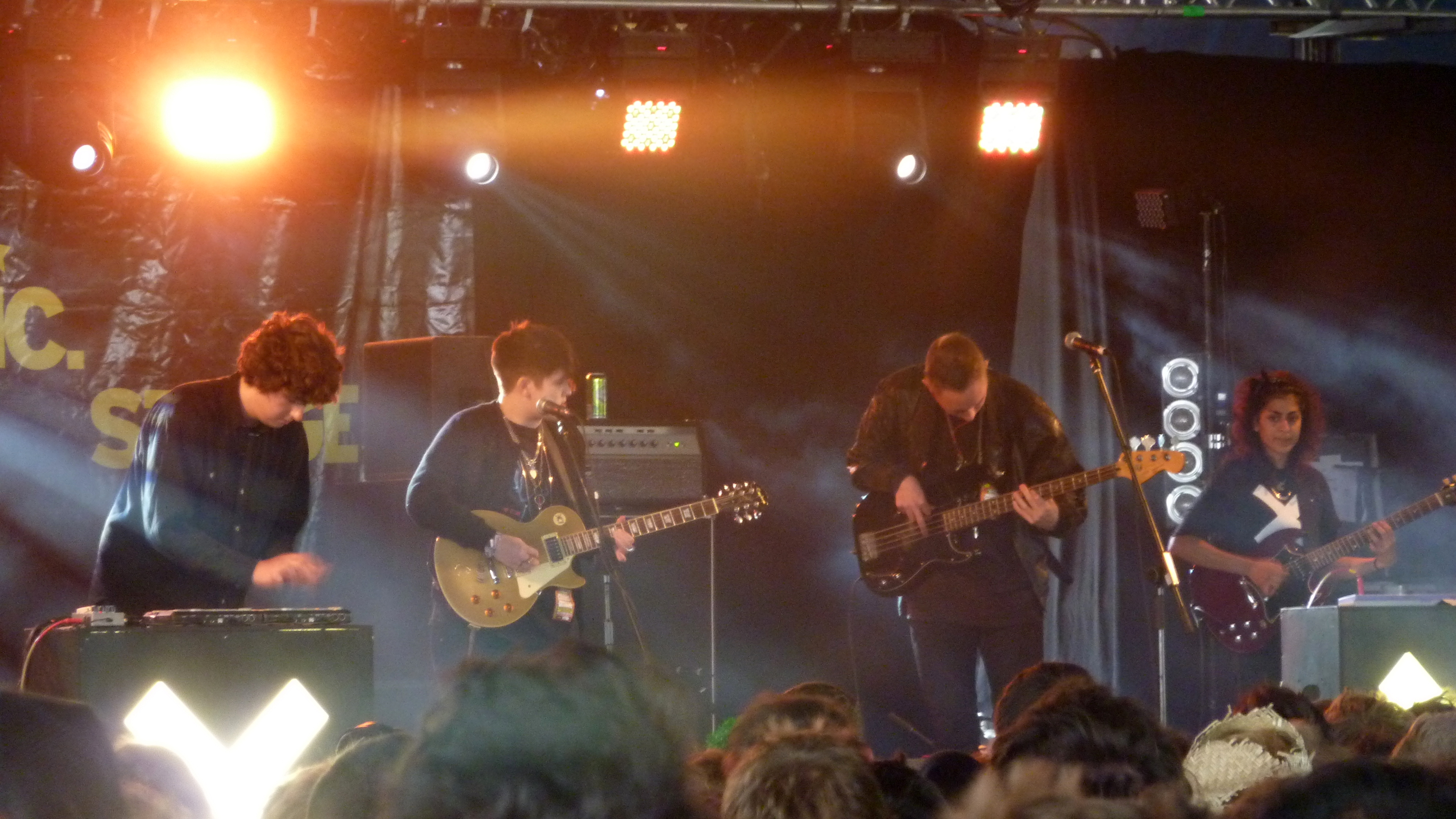
A banda se apresentando no Reading Festival em agosto de 2009

Após o lançamento de xx, o xx excursionou pela Europa e América do Norte até o final de 2009. Seu primeiro show em agosto foi no Hoxton Hall em Londres, que Sim lembrou ter sido assistido por apenas 112 pessoas. Quando a crítica positiva do álbum pela Pitchfork despertou maior interesse entre os ouvintes americanos, o xx foi contratado como banda de abertura para a turnê do Friendly Fires por clubes maiores nos EUA. As dificuldades de fazer turnês no início exacerbaram as tensões crescentes entre Qureshi e o resto do grupo, o que culminou em sua demissão após uma estadia difícil em um festival de música em outubro em Nova Iorque. Foi relatado que ela ficou cansada e deixou o grupo depois que eles cancelaram vários shows. Sim contestou esses relatos e disse que sua saída foi uma decisão da banda: "Nós crescemos e nos tornamos pessoas muito diferentes. Não estava mais funcionando musicalmente ou como amizade." Croft disse à NME em novembro: "Acho que 'diferenças pessoais' seria a maneira padrão de dizer isso. Acho que é apenas a intensidade de estar em turnê, as coisas estão muito mais intensas."
Em vez de encontrar um substituto para Qureshi, o xx continuou a fazer turnês com uma formação menor de guitarra, baixo e percussão. Eles também reduziram seus arranjos já minimalistas para músicas em concerto, embora Sim tenha dito brincando que Smith "precisa de mais alguns braços para poder trabalhar tudo" após a saída de Qureshi. Em seus shows, Croft abandonou tocar solos e acordes em favor de figuras e motivos menos definidos, enquanto Smith tocava batidas e sons ambientes de seu pad de sintetizador como acompanhamento para a execução de Croft e Sim. Como seu estilo era adequado aos pequenos locais em que tocaram inicialmente, o xx se concentrou mais no valor da produção de seus shows e em se apresentar para públicos maiores durante a turnê. Eles se vestiram com roupas escuras e iluminaram o palco com caixas de luz exibindo seu logotipo em forma de x, branco sobre preto.

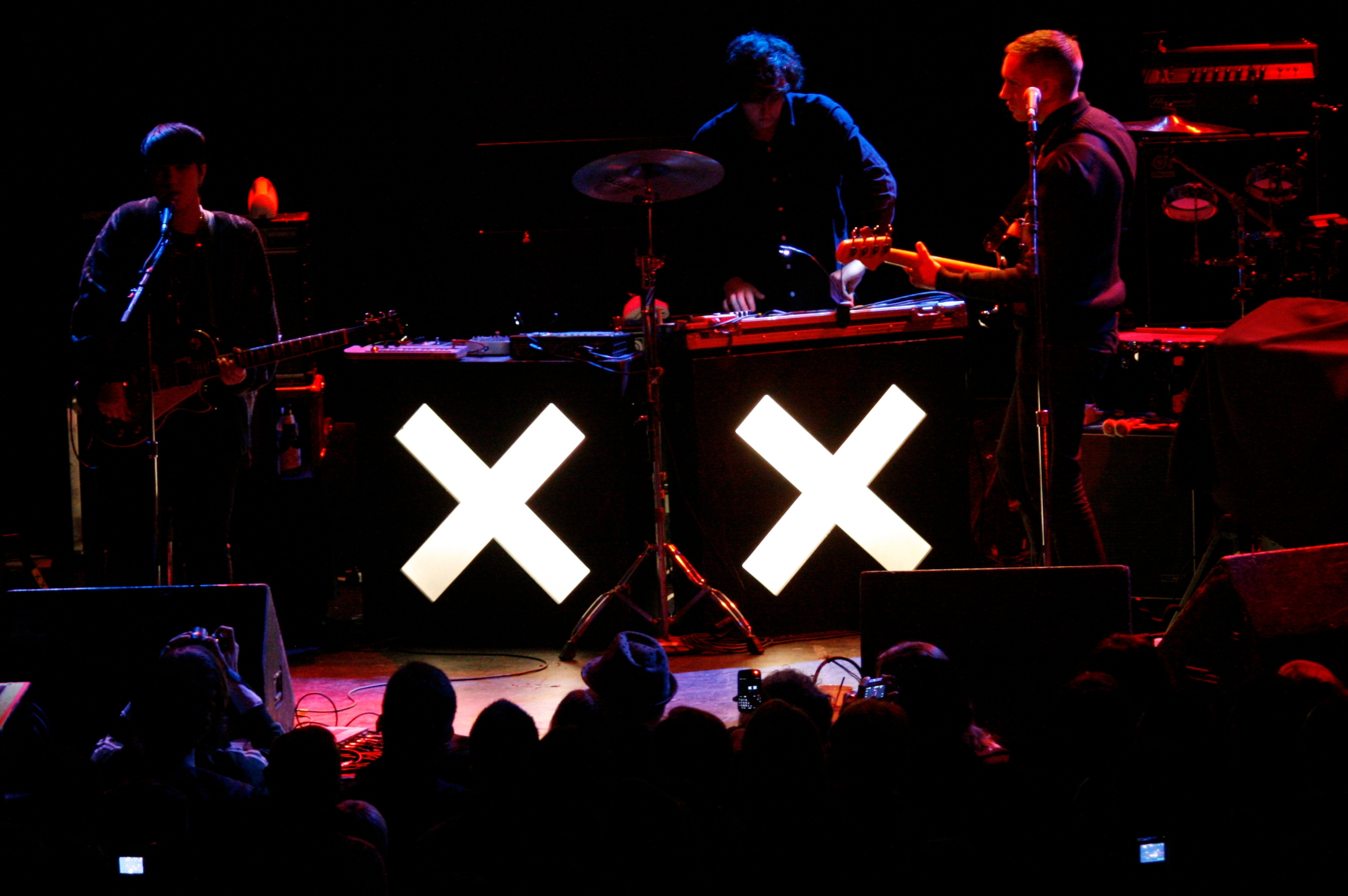
Após a saída de Baria Qureshi, o xx fez uma turnê como um trio (no Phoenix Concert Theatre em dezembro de 2009).

Com uma crescente base de fãs, o xx assumiu compromissos com mais shows e estendeu sua turnê para o álbum. Eles excursionaram intermitentemente por 18 meses, incluindo a maior parte de 2010. Naquele ano, eles embarcaram em sua primeira turnê pelos EUA e tocaram em festivais de alto nível como South by Southwest, Coachella e Bonnaroo. Eles também foram um ato de apoio para o grupo inglês Florence and the Machine. Relembrando o show do xx no Coachella, onde se apresentaram para 30.000 pessoas, Croft disse: "Aquele foi o momento em que eu fiquei tipo, Oh, meu Deus, acho que as pessoas podem gostar disso."
Ao fazer turnês frequentes, o xx ampliou sua reputação entre os ouvintes e a imprensa. Em março de 2010, eles tocaram duas noites consecutivas no Shepherd's Bush Empire em Londres para multidões lotadas e apareceram na capa da NME, que os proclamou "a banda mais subestimada da Grã-Bretanha". Em abril e maio, eles fizeram uma turnê pelo sul dos EUA e Japão, o que Croft disse ser a parte mais exigente da turnê porque "nenhum de nós tinha ficado longe de casa continuamente por tanto tempo". Eles foram acompanhados durante esse período de seis semanas pelo fotógrafo Jamie-James Medina, que mais tarde publicou suas fotos do grupo em seu livro The Tourist (2010).
Durante a turnê, o xx se aclimatou à atenção crescente e se tornou consideravelmente mais sociável e confiante. Como Sim relatou: "Se você tivesse me colocado no palco do Shepherd's Bush Empire, em Londres, alguns anos atrás, eu teria fugido. Eu não conseguiria. Costumávamos ficar apavorados." Em junho de 2010, a banda tocou no Festival de Glastonbury em Somerset e, de acordo com o jornalista Jude Rogers, demonstrou uma confiança recém-descoberta durante o resto do verão e nos shows "pós-Mercury [Prêmio] de outono": "Croft cantava com mais ousadia, Sim desenvolveu uma arrogância no palco e Smith começou a experimentar diferentes ritmos e texturas."

## Faixas
Todas as letras foram escritas por Oliver Sim e Romy Madley Croft; todas as músicas foram compostas por Baria Qureshi, Jamie Smith, Sim e Croft.
| N.º            | Título                 | Duração |  |
| 1.             | "Intro"                | 2:07    |  |
| 2.             | "VCR"                  | 2:57    |  |
| 3.             | "Crystalised"          | 3:21    |  |
| 4.             | "Islands"              | 2:40    |  |
| 5.             | "Heart Skipped a Beat" | 4:02    |  |
| 6.             | "Fantasy"              | 2:38    |  |
| 7.             | "Shelter"              | 4:30    |  |
| 8.             | "Basic Space"          | 3:08    |  |
| 9.             | "Infinity"             | 5:13    |  |
| 10.            | "Night Time"           | 3:36    |  |
| 11.            | "Stars"                | 4:22    |  |
| Duração total: | Duração total:         | 38:34   |  |

| Faixa bônus da iTunes Store |                                    |         |  |
| N.º                         | Título                             | Duração |  |
| 12.                         | "Hot Like Fire" (cover de Aaliyah) | 3:31    |  |

| Edição de bônus de vinil deluxe limitada |                               |         |  |
| N.º                                      | Título                        | Duração |  |
| 12.                                      | "VCR" (Remix de Matthew Dear) | 4:54    |  |

| Disco bônus edição limitada Rough Trade (Disco 2) |                                        |         |  |
| N.º                                               | Título                                 | Duração |  |
| 1.                                                | "Do You Mind?" (cover de Kyla)         | 3:47    |  |
| 2.                                                | "Hot Like Fire" (cover de Aaliyah)     | 3:34    |  |
| 3.                                                | "Teardrops" (cover de Womack & Womack) | 3:50    |  |

| Edição de vinil |                                    |         |  |
| N.º             | Título                             | Duração |  |
| 1.              | "Intro"                            | 2:07    |  |
| 2.              | "VCR"                              | 2:57    |  |
| 3.              | "Crystalised"                      | 3:21    |  |
| 4.              | "Islands"                          | 2:40    |  |
| 5.              | "Heart Skipped a Beat"             | 4:02    |  |
| 6.              | "Hot Like Fire" (cover de Aaliyah) | 3:31    |  |
| 7.              | "Fantasy"                          | 2:38    |  |
| 8.              | "Shelter"                          | 4:30    |  |
| 9.              | "Basic Space"                      | 3:08    |  |
| 10.             | "Infinity"                         | 5:13    |  |
| 11.             | "Night Time"                       | 3:36    |  |
| 12.             | "Stars"                            | 4:22    |  |

## Créditos e pessoal
Os créditos são adaptados das notas do encarte do álbum.

#### The xx
- Romy Madley Croft  – guitarra, vocais
- Oliver Sim  – baixo, vocal
- Jamie Smith  – batidas, MPC, produção, mixagem
- Baria Qureshi – teclado, guitarra
- The xx – fotografia, design

#### Pessoal adicional
- Rodaidh McDonald  – mixagem, engenharia
- Nilesh Patel – masterização
- Phil Lee – direção de arte, design

## Tabelas musicais

### Tabelas semanais
| Tabela (2009–2012)                       | Posição |
| ---------------------------------------- | ------- |
| Australian Albums (ARIA)                 | 40      |
| Austrian Albums (Ö3 Austria Top 40)      | 24      |
| Belgian Albums (Ultratop Flanders)       | 9       |
| Belgian Albums (Ultratop Wallonia)       | 41      |
| Canadian Albums (Billboard)              | 91      |
| Chinese Albums (Sino Chart)              | 12      |
| Danish Albums (Hitlisten)                | 32      |
| Dutch Albums (Album Top 100)             | 29      |
| European Albums (Billboard)              | 12      |
| Finnish Albums (Suomen virallinen lista) | 10      |
| French Albums (SNEP)                     | 35      |
| German Albums (Offizielle Top 100)       | 54      |
| Greek International Albums (IFPI)        | 41      |
| Irish Albums (IRMA)                      | 14      |
| Irish Independent Albums (IRMA)          | 1       |
| New Zealand Albums (RMNZ)                | 13      |
| Norwegian Albums (VG-lista)              | 23      |
| Scottish Albums (OCC)                    | 4       |
| Spanish Albums (PROMUSICAE)              | 73      |
| Swedish Albums (Sverigetopplistan)       | 39      |
| Swiss Albums (Swiss Hitparade)           | 52      |
| UK Albums (OCC)                          | 3       |
| UK Independent Albums (OCC)              | 1       |
| US Billboard 200                         | 92      |
| US Independent Albums (Billboard)        | 9       |

### Tabelas de fim de ano
| Tabela (2009)                      | Posição |
| ---------------------------------- | ------- |
| Belgian Albums (Ultratop Flanders) | 98      |
| French Albums (SNEP)               | 182     |

| Tabela (2010)                      | Posição |
| ---------------------------------- | ------- |
| Belgian Albums (Ultratop Flanders) | 18      |
| European Albums (Billboard)        | 71      |
| French Albums (SNEP)               | 148     |
| UK Albums (OCC)                    | 36      |
| US Independent Albums (Billboard)  | 15      |

## Certificação
| Região         | Certificação |
| -------------- | ------------ |
| Alemanha       | ouro         |
| Austrália      | ouro         |
| Bélgica        | ouro         |
| Canadá         | platina      |
| Dinamarca      | platina      |
| Estados Unidos | ouro         |
| Grã Bretanha   | platina      |